# 申源湜
申源湜（：／，1958年7月24日—），是韓國退役陸軍中將、政治人物，曾任国家安保室室长、韩国国防部长，是第21任國會議員和第49任國防部長。

## 軍事生涯
申源湜1981年畢業於韓國陸軍士官學校。1985年10月24日，陸軍第8師团第21连队第2大队第5中队二等兵，在一次訓練事故中犧牲。事发时，申元湜担任该中队队长，军衔为大尉。當時，軍方報告稱這是未爆彈造成的。隨後總統軍事網路事故調查委員會重新調查發現，這起事故是由子彈失火引起的。，2012年至2013年任首都防衛司令部司令員，負責保衛首爾。並獲得陸軍中將，並擔任參謀長聯席會議作戰部長和參謀長聯席會議副主席。申元湜2016年從軍隊退役。

## 政治生涯
2020年申源湜當選為第21屆韓國國會未來韓國黨議員。申源湜被認為是韓國對朝外交政策的鷹派人士，曾批評韓國鴿派金大中的陽光政策。
2023年9月13日，韓國總統尹锡悦提名申源湜為韓國國防部長候選人。10月7日，申源湜確認接替李鐘燮擔任韓國國防部長。